# Cratere Freud
Freud è un minuscolo cratere lunare intitolato allo psicoanalista austriaco Sigmund Freud. Si trova nella pianura interna all'Oceanus Procellarum, nella parte nordoccidentale della faccia visibile della Luna. È situato a pochi chilometri ad ovest della Vallis Schröteri, un'ampia e sinuosa valle che ha inizio a nord del cratere Erodoto, e quindi piega prima verso nord, poi a nordovest, ed infine verso sudovest, fino a raggiungere il confine del mare lunare.